# 坂上悠真
坂上 悠真 （さかがみ ゆうま、2008年4月2日 -  ）は、日本の子役。東京都出身。宝映テレビプロダクション所属。

## 人物
- 趣味・特技は、音楽鑑賞、ピアノ、ダンス、プログラミング、歌、読書など。
- NHK Eテレ『天才てれびくんhello,』に2020年度より3年間てれび戦士として出演していた。

## 出演作品

### テレビドラマ
- 少年寅次郎（NHK総合）- 岡村マサオ 役
- 西郷どん（NHK総合）
- おんな城主 直虎（NHK総合）
- 悦ちゃん（NHK総合）
- 植木等とのぼせもん（NHK総合）
- 半分、青い。（NHK総合）
- もやモ屋（NHK Eテレ） - クラスメート 役
- ウルトラマンオーブ（テレビ東京）

### バラエティー
- 天才てれびくんhello,（2020年度 - 2022年度、NHK Eテレ） - てれび戦士
- ビックリ！感動！超自由研究（NHK Eテレ）
- Rの法則（NHK Eテレ）
- ぐるぐるナインティナイン（日本テレビ） - 再現VTR 櫻井翔（幼少期） 役
- 明石家さんまの転職DE天職（日本テレビ） - 再現VTR 純烈・白川裕二郎 役
- 1億人の大質問!?笑ってコラえて!（日本テレビ）
- 消えた天才（TBS）
- 報道スクープSP激動!世紀の大事件V（フジテレビ）
- 出没!アド街ック天国（テレビ東京）

### CM
- タクトホーム

### スチール
- 小学生「学びWITH」

### テレビドラマ吹き替え
- 「ファースト・デイ わたしはハナ！」第4話（2021年、NHK Eテレ） - ノア 役

### その他
- 東京都水道局
  - 「水道資源林広報用DVD」
  - 「交通安全DVD」